# 钱清江
钱清江，又名西小江、小江，位于中国浙江省杭州市萧山区与绍兴市柯桥区、越城区境内，全长91.6千米。钱清江在萧山境内的河道为临浦湖淤塞之后形成的一系列湖泊水系，南宋初年浦阳江经由钱清江入海，自此钱清江流域饱受钱塘江潮水倒灌的危害。明代宣德、成化年间，先后修筑了临浦坝、麻溪坝，开启碛堰，浦阳江复归今日的碛堰山口注入钱塘江，与钱清江分流。明嘉靖十六年（1537年）三江闸落成，西小江经由三江闸入海，不复有海潮倒灌，成为一条运河。民国初年，麻溪坝改桥，钱清江于是上受麻溪之水。钱清江名字来自于“一钱太守”刘宠，刘宠离任会稽太守时一些老人送他百钱，他只取一钱到浦阳江下游（即此处江段）江中投投入水中以示还之百姓。当地人又将钱清江通钱塘江气势相比，因此又名其小江，由于在绍兴城西，故名西小江。:111-112